# 폴린 모런
폴린 모런(Pauline Moran, 1947년 ~ )은 잉글랜드의 배우이다.

## 작품 목록
- 블루밍 러브